# Renier Sniederspad

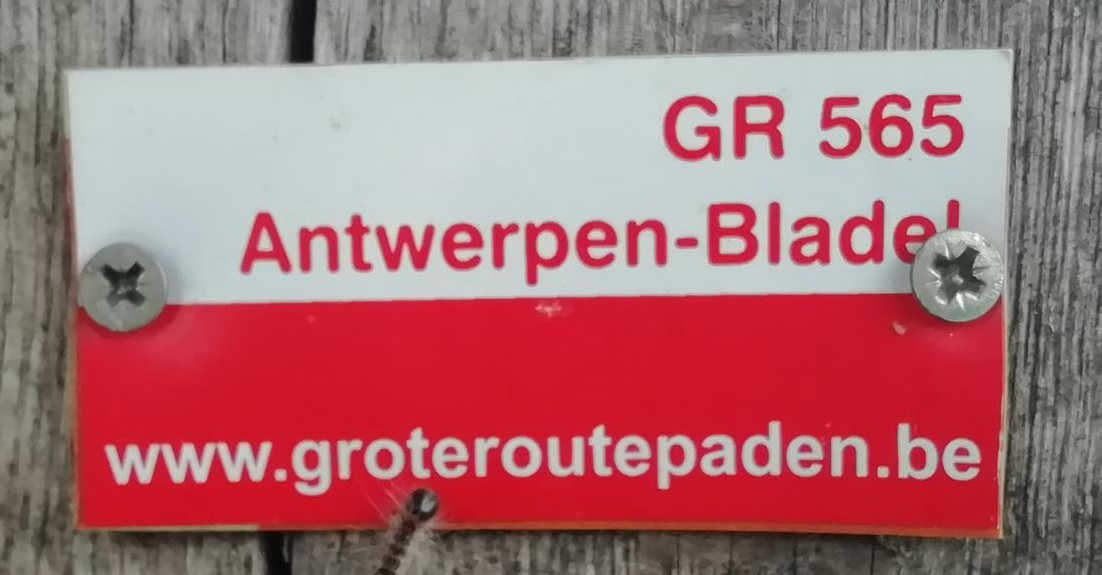
GR565

Het Renier Sniederspad of Wandelroute GR 565 is een GR-pad van Deurne bij Antwerpen via Zoersel, Turnhout en Kasterlee naar Bladel en heeft een lengte van 121 km. De bewegwijzering is zodanig dat het in beide richtingen kan worden doorlopen. Het pad is vernoemd naar de letterkundige Renier Snieders die in Bladel is geboren en in Turnhout heeft gewoond.
Het pad was oorspronkelijk aangelegd door de Vlaamse Toeristenbond en werd ingehuldigd in 1937. Het had een lengte van 72 km en liep van Deurne naar Arendonk. Het huidige wandelpad, aangelegd door de Streek VVV De Noorderkempen, is een naoorlogse reconstructie met een gewijzigd tracé, omdat er zich grote veranderingen in de infrastructuur hebben voorgedaan. Ook werd het pad verlengd tot Bladel.
De nieuwe versie van het pad, uitgebreid naar 121 km, werd aanvankelijk met houten paaltjes aangegeven waarop een oranje respectievelijk blauwe kleur was aangebracht voor elk van beide richtingen. Later is de bewegwijzering vervangen door de rood-witte GR-tekens  en is de route in een GR-gids vastgelegd.
Het pad loopt van Domein Rivierenhof te Deurne via Schoten, Wijnegem, Schilde, Oelegem, Halle, Zoersel, Wechelderzande en Vosselaar naar Turnhout. Verder ging het via Zevendonk, Korsendonk, Retie en Postel naar Bladel, waar het eindigt bij het geboortehuis van Renier Snieders. Daar is een gedenkplaat aangebracht.